# 카이세리

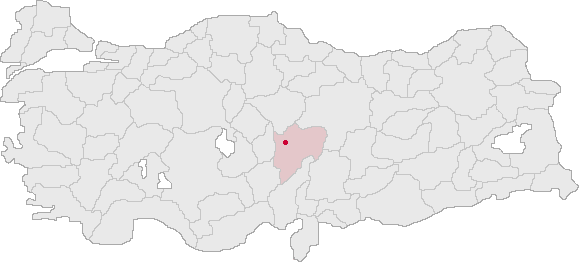
카이세리와 카이세리현의 위치

카이세리(Kayseri)는 튀르키예 중앙부에 있는 도시이며, 카이세리 주의 주도이다. 인구는 약 100만명이고 튀르키예에서 4번째로 높은 산인 엘제스 산(3,916 m)를 근처에 있다. 대한민국 경기도 용인시와 자매도시이다.

## 역사
고대 카파도키아 왕국의 수도일 당시, 마자카(Mazaka)로 불렸다. 카이세리라는 이름은, 로마 제국 시대에 티베리우스 황제가 “황제의 거리”를 의미하는 카이사레이아(Caesarea)라고 명명했던 것에 유래한다. 카이세리는 사도 바울이 활동한 지역이었으므로, 한글 성서엔 카이사리아(공동번역), 가이사랴(개역한글)로 음역되어 있다.
로마 제국 하에서 카파도키아 속주의 수도가 되었으며, 6세기에 유스티니아누스 1세가 쌓아 올리게 해 여러 번인가의 개수를 거친 성채가 시내에 남는다. 중부 소아시아의 상업의 중심 도시로서 번창했다.

## 기후
| 카이세리의 기후                                                        | 카이세리의 기후 | 카이세리의 기후 | 카이세리의 기후 | 카이세리의 기후 | 카이세리의 기후 | 카이세리의 기후 | 카이세리의 기후 | 카이세리의 기후 | 카이세리의 기후 | 카이세리의 기후 | 카이세리의 기후 | 카이세리의 기후 | 카이세리의 기후 |
| 월                                                                     | 1월             | 2월             | 3월             | 4월             | 5월             | 6월             | 7월             | 8월             | 9월             | 10월            | 11월            | 12월            | 연간            |
| ---------------------------------------------------------------------- | --------------- | --------------- | --------------- | --------------- | --------------- | --------------- | --------------- | --------------- | --------------- | --------------- | --------------- | --------------- | --------------- |
| 역대 최고 기온 °C (°F)                                                 | 19.3 (66.7)     | 22.6 (72.7)     | 28.6 (83.5)     | 31.2 (88.2)     | 34.2 (93.6)     | 37.6 (99.7)     | 40.7 (105.3)    | 40.6 (105.1)    | 38.4 (101.1)    | 33.6 (92.5)     | 26.0 (78.8)     | 21.0 (69.8)     | 40.7 (105.3)    |
| 일평균 최고 기온 °C (°F)                                               | 4.6 (40.3)      | 6.6 (43.9)      | 12.2 (54.0)     | 17.9 (64.2)     | 22.7 (72.9)     | 27.4 (81.3)     | 31.3 (88.3)     | 31.4 (88.5)     | 27.1 (80.8)     | 20.8 (69.4)     | 12.9 (55.2)     | 6.5 (43.7)      | 18.4 (65.1)     |
| 일일 평균 기온 °C (°F)                                                 | −1.0 (30.2)     | 0.5 (32.9)      | 5.6 (42.1)      | 10.7 (51.3)     | 15.1 (59.2)     | 19.3 (66.7)     | 22.7 (72.9)     | 22.6 (72.7)     | 18.0 (64.4)     | 12.4 (54.3)     | 5.4 (41.7)      | 0.8 (33.4)      | 11.0 (51.8)     |
| 일평균 최저 기온 °C (°F)                                               | −5.4 (22.3)     | −4.5 (23.9)     | −0.1 (31.8)     | 3.9 (39.0)      | 7.6 (45.7)      | 11.0 (51.8)     | 13.5 (56.3)     | 13.3 (55.9)     | 9.0 (48.2)      | 4.9 (40.8)      | −0.5 (31.1)     | −3.6 (25.5)     | 4.1 (39.4)      |
| 역대 최저 기온 °C (°F)                                                 | −32.5 (−26.5)   | −31.2 (−24.2)   | −28.1 (−18.6)   | −11.6 (11.1)    | −6.9 (19.6)     | −0.6 (30.9)     | 2.9 (37.2)      | 1.4 (34.5)      | −3.8 (25.2)     | −12.2 (10.0)    | −20.7 (−5.3)    | −28.4 (−19.1)   | −32.5 (−26.5)   |
| 평균 강수량 mm (인치)                                                  | 38.0 (1.50)     | 38.9 (1.53)     | 49.6 (1.95)     | 46.9 (1.85)     | 57.9 (2.28)     | 40.6 (1.60)     | 11.9 (0.47)     | 9.5 (0.37)      | 14.0 (0.55)     | 32.3 (1.27)     | 29.3 (1.15)     | 39.3 (1.55)     | 408.2 (16.07)   |
| 평균 강수일수                                                          | 11.6            | 11.5            | 12.67           | 12.13           | 13.27           | 9.43            | 2.17            | 1.77            | 3.87            | 7.67            | 7.73            | 11.17           | 104.98          |
| 평균 상대 습도 (%)                                                     | 75.9            | 71.5            | 64.3            | 58.9            | 58.9            | 54.5            | 46.6            | 46.7            | 50.5            | 61.6            | 68.1            | 75.3            | 61.0            |
| 평균 월간 일조시간                                                     | 89.9            | 113.0           | 145.7           | 183.0           | 248.0           | 300.0           | 356.5           | 341.0           | 255.0           | 195.3           | 141.0           | 83.7            | 2,452.1         |
| 평균 일일 일조시간                                                     | 2.9             | 4.0             | 4.7             | 6.1             | 8.0             | 10.0            | 11.5            | 11.0            | 8.5             | 6.3             | 4.7             | 2.7             | 6.7             |
| 출처 1: 튀르키예 국립기상청 (평년값: 1991년~2020년, 극값: 1931년~현재) |                 |                 |                 |                 |                 |                 |                 |                 |                 |                 |                 |                 |                 |
| 출처 2: 미국 해양대기청 (상대습도)                                     |                 |                 |                 |                 |                 |                 |                 |                 |                 |                 |                 |                 |                 |

## 같이 보기
- 아나톨리아의 호랑이